# Mimořádná linka
Mimořádná linka je osmé studiové album Hany Zagorové nahrané ve Studiu Mozarteum a v Československé televizi. Album vyšlo roku 1983. Hudební aranžmá vytvořil Karel Vágner se svým orchestrem.

## Seznam skladeb
Strana A:
1. Diskohrátky (Loco-motion) (Carole King / Pavel Žák) 03:25
2. Líto, je mi líto (Vendo tutto) Francesco Baccini / Hana Zagorová) 04:10
3. Benjamín (Vítězslav Hádl, Karel Vágner / Michael Prostějovský) 03:39
4. Já vím (Nie mehr zähl' ich mit dir die Sterne) (Arndt Bause / Václav Hons) 03:49
5. Vím málo (She's Always A Woman) (Billy Joel / Zdeněk Rytíř) 03:06
6. Proč nejsi větší (I Am The Lady) (Cees De Wit Tiec / Pavel Žák) 03:37

Strana B:
1. Mimořádná linka (Japanese Boy) (Bob Heatlie / Michael Prostějovský) 03:56
2. Ty nejsi zralý (Rosie) (Joan Armatrading / Pavel Vrba) 03:11
3. Usnul nám, spí (Karel Vágner / Pavel Žák) 02:45
4. Kosmický sen (Karel Vágner / Michael Prostějovský) 03:34
5. Kočičí píseň (The Old Gumbie Cat) (Andrew Lloyd Webber / Pavel Žák) 03:15
6. Nápad (Everybody's Rockin') (Steve Owen / Pavel Žák) 03:14